# 비외퀘벡
비외퀘벡(프랑스어: Vieux-Québec), 퀘벡 역사지구(프랑스어: Arrondissement historique du Vieux-Québec, 영어: Historic District of Old Québec), 올드퀘벡(영어: Old Québec)은 캐나다 퀘벡주 퀘벡에 있는 역사지구로, 성벽으로 둘러싸인 언덕에 있는 오트빌 (프랑스어: Haute-Ville, 영어: Upper Town 어퍼타운[*])과 언덕과 강변 사이에 있는 바세빌 (프랑스어: Basse-Ville, 영어: Lower Town 로어타운[*])로 나뉜다.

## 오트빌
- 샤토 프롱트낙
- 퀘벡 시청
- 퀘벡 신학대학
- 퀘벡 노트르담 대성당

## 바세빌
- 로얄 광장
- 승리의 노트르담 대성당